# Nhà nước kiến tạo phát triển
Nhà nước kiến tạo phát triển, hoặc chính phủ kiến tạo (theo cách hiểu của Việt Nam), là một thuật ngữ được dùng bởi ngành kinh tế chính trị quốc tế để đề cập về một mô hình xây dựng kinh tế vĩ mô ở Đông Á vào thế kỷ 20. Mô hình tư bản này (thỉnh thoảng được đề cập tới như là chủ nghĩa phát triển tư bản), nhà nước mang tính chủ động hơn, nói cách khác là tự trị và mang nhiều quyền lực chính trị hơn, cũng như có quyền hơn trong điều tiết kinh tế. Nhà nước kiến tạo có sự can thiệp rất mạnh trong việc mở rộng phạm vi điều chỉnh và quy hoạch.  Thuật ngữ sau đó được dùng để mô tả các quốc gia ngoài khu vực Đông Á đã đáp ứng được tiêu chuẩn của nhà nước kiến tạo. Botswana, là một ví dụ, đã chứng tỏ được khả năng kinh tế của mình từ đầu những năm 1970. Nhà nước kiến tạo ngược lại với nhà nước trấn lột hoặc nhà nước yếu. Nhà nước kiến tạo phát triển là một hình thức của chủ nghĩa tư bản nhà nước. Nó được áp dụng ở Đông Á trong thời chiến tranh lạnh như là một mô hình chủ nghĩa tư bản trong đó nhà nước đóng vai trò lớn trong việc định hướng và hỗ trợ nền kinh tế. Mô hình này chịu ảnh hưởng của Liên Xô trong đó nhà nước là kiến trúc sư của quá trình phát triển kinh tế bằng việc hoạch định những kế hoạch và chiến lược kinh tế nhưng nó khác Liên Xô ở chỗ khu vực tư nhân là nguồn lực chính tạo ra tăng trưởng kinh tế còn nhà nước chỉ đóng vai trò định hướng và hỗ trợ cho nền kinh tế.
Người đầu tiên đã nghiêm túc đưa ra khái niệm này là Chalmers Johnson. Johnson định nghĩa nhà nước kiến tạo là một nhà nước tập trung chủ yếu vào việc phát triển kinh tế và việc đưa ra yếu tố chính trị cần thiết để đạt được mục tiêu đó. Ông bàn luận rằng kinh tế của Nhật Bản phát triển bị ảnh hưởng rất lớn bởi vì sự can thiệp sâu sắc của các viên chức, đặc biệt là những người trong Bộ Công Thương (MITI). Ông có viết trong cuốn sách của ông MITI và câu chuyện thần kỳ của Nhật Bản là:
Một nhà nước đã chậm trễ để công nghiệp hóa, nên nhà nước đã tự để nó công nghiệp hóa, đó là thế, nó đã đạt được khả năng kiến tạo. Hai thứ này thay đổi định hướng của chúng tới hoạt động kinh tế tư nhân, định hướng điều tiết và định hướng kiến tạo phát triển, rồi tạo ra hai loại quan hệ khác nhau giữa doanh nghiệp và nhà nước. Hoa Kỳ là một ví dụ nhà nước điển hình mà trong đó việc điều tiết đứng đầu trên hết, trong khi Nhật Bản là một ví dụ nhà nước điển hình khác khi định hướng kiến tạo phát triển dẫn đầu các định hướng còn lại.
Nhà nước kiến tạo phát triển là bộ máy phục vụ phát triển thay vì bộ máy thống trị. Nhà nước có chức năng chủ yếu là xây dựng chiến lược phát triển hay là quy hoạch phát triển theo một chiến lược nhất định; tạo môi trường và điều kiện cho các thành phần, khu vực kinh tế phát huy mọi tiềm năng; giám sát để phát hiện các mất cân đối có thể xảy ra, bảo đảm ổn định kinh tế vĩ mô và an toàn hệ thống; dự báo, quy hoạch, cung cấp thông tin và bảo đảm cân đối vĩ mô. Nhà nước có khả năng hoạch định chính sách, điều hòa, cân đối những yêu cầu khác nhau về nguồn lực; tập trung và khai thác các nguồn lực cho các ưu tiên phát triển xã hội có hiệu quả; lựa chọn, ưu tiên các nguồn lực cho những ngành, lĩnh vực phát triển quan trọng nhất có tầm quan trọng chiến lược trong từng giai đoạn. Nhà nước dự báo, cảnh báo, tăng cường kiểm tra giám sát việc thực hiện chính sách, pháp luật để phòng ngừa những phức tạp, tiêu cực có thể nảy sinh. Nhà nước hoạt động theo tinh thần chuyển từ chi tiêu ngân sách sang làm tăng thu ngân sách, tách việc ra các quyết định chính sách khỏi việc cung ứng các dịch vụ cụ thể.
Nhà nước điều tiết quản lý nền kinh tế chủ yếu qua các cơ quan điều tiết có thẩm quyền để bảo vệ công chúng trước sự thất bại trong việc quản lý thị trường bao gồm giá độc quyền, và một số sự lạm dụng khác ở thị trường, bằng cách cung cấp hàng hóa chung (như là quyền tự vệ hoặc là giáo dục ý thức), nếu không thì sẽ không được đưa ra thị trường.  
Ngược lại, nhà nước kiến tạo phát triển được can thiệp trực tiếp vào nền kinh tế bằng mọi cách để thúc đẩy sự tăng trưởng của công nghiệp hóa và giảm thiểu sự chuyển chỗ gây ra bởi sự thay đổi trong vốn đầu tư và lợi nhuận từ các ngành công nghiệp mới và cũ. Nói cách khác, nhà nước kiến tạo phát triển có thể theo đuổi chính sách công nghiệp, trong khi nhà nước điều tiết thì không.
Chính phủ trong nhà nước kiến tạo phát triển chủ động trong việc đầu tư và huy động vốn vào các lĩnh vực công nghiệp tiềm năng mà có hiệu ứng lan tỏa mạnh đối với xã hội. Sự hợp tác giữa nhà nước và các nhà đầu tư công nghiệp là cực kỳ quan trọng để giữ vững nền kinh tế vĩ mô. Theo Getting the Price Wrong của Alice Amsden, sự can thiệp của nhà nước trong hệ thống thị trường như là sự giúp đỡ của tiền trợ cấp chính phủ để nhằm cải thiện khả năng cạnh tranh của công ty, điều tiết tỷ giá hối đoái, điều chỉnh mức tiền công và sự lôi kéo lạm phát để giảm thiểu chi phí sản xuất cho doanh nghiệp làm tăng trưởng mạnh, thường được thấy nhiều nhất trong các nước công nghiệp hóa chậm và những nước phát triển sớm.
Để thực hiện các chức năng kiến tạo phát triển, nhà nước phải có bộ máy tinh gọn, hiệu lực, hiệu quả, có tính hợp pháp cao, được pháp luật cho phép và có sự đồng thuận, ủng hộ xã hội rộng rãi; đội ngũ cán bộ, công chức có phẩm chất, năng lực và tính chuyên nghiệp cao. Mọi cơ quan, công chức đều được giao nhiệm vụ rõ ràng. Việc đánh giá tổ chức, cán bộ, công chức căn cứ vào kết quả hoàn thành nhiệm vụ theo những tiêu chí đánh giá và cơ chế kiểm soát thực thi công vụ ngày càng hoàn thiện. Người đứng đầu cơ quan nhà nước, cơ quan hành chính phải chịu trách nhiệm về kết quả thực hiện chức năng, nhiệm vụ được giao và được trao quyền quyết định tương ứng về tổ chức cán bộ. Nhà nước còn phải có những nhà lãnh đạo và đội ngũ hoạch định chiến lược giỏi, tận tâm; có quyết tâm chính trị cao nhất đối với sự phát triển của đất nước, đặt lợi ích quốc gia lên trên lợi ích cá nhân và trao cho họ những quyền quyết định tương đối. Bộ máy lãnh đạo có quyền độc lập tương đối trong việc theo đuổi các lợi ích quốc gia, hòa cùng các mối quan hệ xã hội và có mối liên hệ mật thiết với xã hội, có khả năng và dũng khí vượt qua những lợi ích cục bộ. Trong trường hợp của Nhật Bản, quyền sở hữu doanh nghiệp rất ít, nhưng lĩnh vực tư nhân được chỉ rất dẫn khắt khe và bị giới hạn bởi những người cơ quan chính phủ có quyền lực. Những người này không được bầu cử chính thức và do đó sự ảnh hưởng của các tập đoàn và các nhóm lợi ích tới họ ít hơn trong quá trình xung đột. Sự xung đột trong vấn đề này là Bộ chính phủ có thể tự do quy hoạch kinh tế và có tầm nhìn lâu dài mà không có tập đoàn hay cá nhân nào trong ngắn hạn có thể phá vỡ được chính sách kinh tế của Bộ.

## Đông Á và Đông Nam Á
Một vài triển vọng về tăng trưởng kinh tế trong một vài thập niên trở lại đây được tìm thấy ở khu vực Đông Á và Đông Nam Á. Nhật Bản, Hàn Quốc, Trung Quốc, Hồng Kông, Singapore, Ấn Độ, Thái Lan, Đài Loan, Việt Nam, Malaysia, Philippines, và Indonesia đang phát triển ở mức độ cao và vừa. Thái Lan, là một ví dụ, đã tăng trưởng hai con số từ đầu những năm 1980. Trung Quốc đã trở thành quốc gia dẫn đầu trong tăng trưởng kinh tế từ 2001 đến 2015. Thống kê cho rằng Anh phải mất 60 năm để tăng trưởng gấp đôi nên kinh tế khi cách mạng Công nghiệp bắt đầu. Thống kê cũng cho rằng Hoa Kỳ cũng phải mất gần 50 năm để tăng trưởng gấp đôi nền kinh tế khi nên kinh tế Hoa Kỳ cất cánh vào cuối thế kỷ 19. Các quốc gia Đông và Đông Nam châu Á gần đây đang tăng trưởng gấp đôi nền kinh tế của họ chỉ trong mỗi 10 năm.
Điều quan trọng để chú ý về các quốc gia châu Á này là nó không phải là người giàu trở nên giàu hơn, mà là nghèo trở nên ít nghèo hơn. Ví dụ, tỷ lệ nghèo đã giảm mạnh ở Thái Lan. Nghiên cứu trong những năm 1960 cho thấy là 60 phần trăm người Thái Lan sống trong tình trạng dưới mức độ nghèo cũng như không có điều kiện cần thiết. Cho tới năm 2004, tuy nhiên, một ước tính giống vậy cho rằng tỷ lệ nghèo còn khoảng 13 đến 15 phần trăm. Thái Lan được vinh danh bởi ngân hàng Thế giới khi có được thành tích giảm nghèo trong khi tăng thu nhập quốc dân.
Khi nhìn qua ống kính của thuyết lệ thuộc, kiến tạo phát triển đều nói về các quốc gia như Thái Lan, Đài Loan, Malaysia, Nhật Bản, Hàn Quốc, và Việt Nam, khi chính phủ các quốc gia này có thể sẵn sàng bảo vệ người dân của họ khỏi các vấn đề tiêu cực phát sinh từ sự bóc lột của các tập đoàn nước ngoài. Họ có khuynh hướng trở thành chính phủ mạnh, còn được gọi là "chính phủ kiến tạo" hoặc "nhà nước kiến tạo phát triển", và có được lãnh đạo có thể đương đầu với các công ty đa quốc gia và yêu cầu họ chấp hành đề nghị của người dân. Những "chính phủ kiến tạo" này sẽ sẵn lòng tạo ra và giữ vững những chính sách dẫn đến sự phát triển lâu dài để phục vụ tất cả người dân, không phải chỉ là người giàu. Khi các công ty đa quốc gia được điều tiết, họ sẽ chấp thành tiêu chuẩn địa phương trong việc trả công và điều kiện lao động, trả thuế, đồng thời phải tạo ra lợi nhuận cho đất nước.
Nói một cách cụ thể, điều làm ra chính phủ kiến tạo là chính phủ phải có một bộ máy tổ chức chặt chẽ và có quyền lực đạt được mục tiêu nó mong muốn. Phải có một nhà nước có khả năng lãnh đạo nền kinh tế lâu dài và tổ chức một cách hiệu quả và có lý, cũng như quyền lực hỗ trợ chính sách kinh tế dài hạn. Tất cả những điều này đều quan trọng bởi vì nhà nước phải có khả năng chịu được sự yêu cầu bên ngoài của các công ty đa quốc gia để làm việc ngắn hạn với họ, cũng như vượt qua được sự kháng cự bên trong từ các nhóm có uy tín cố gắng bảo vệ những lợi ích ngắn hạn này, và điều chỉnh sự tranh chấp bên trong quốc gia liên quan đến ai sẽ là người có lợi nhiều nhất từ dự án phát triển này. Tại các nước Đông Á, nhà nước kiến tạo phát triển được lãnh đạo bởi một nhóm nhỏ quan chức tinh hoa được tuyển dụng từ những tài năng quản lý tốt nhất, những người đã đưa ra những chính sách công nghiệp hóa. Nhóm lãnh đạo này ban hành và thực hiện những chính sách công nghiệp không thay thế thị trường mà hợp lý hóa thị trường trong dài hạn với điều kiện nền chính trị cho phép giới tinh hoa ban hành và thực thi chính sách của họ.
Tại Đông Bắc Á, khả năng tồn tại của mô hình này bị hủy hoại bởi việc nền kinh tế thiếu khả năng tạo ra đủ cơ hội cho đầu tư sinh lời. Trong khi đó, di sản của hệ thống kiểm soát lao động gắn liền với nhà nước kiến tạo phát triển đã cản trở sự phát triển của cách tăng trưởng ổn định được dẫn dắt bởi tiền lương. Thay vào đó các nền kinh tế này trở nên dựa vào sự kết hợp thiếu ổn định của thặng dư tài khoản vãng lai và vay tiêu dùng để duy trì tăng trưởng. Những thay đổi trong cách tăng trưởng, việc định hướng lại khu vực tài chính từ cho doanh nghiệp vay sang cho gia đình vay và sự xuống cấp của chính sách công nghiệp khiến không thể tiếp tục xem Hàn Quốc và Đài Loan là những nhà nước kiến tạo phát triển.

### Trung Quốc
Nghiên cứu của Nicola Meier cho thấy Trung Quốc đã tiến hóa thành một nhà nước kiến tạo phát triển có những đặc điểm tương tự với những nhà nước Đông Á khác. Mô hình phát triển ở Trung Quốc là một sự cải tiến bao gồm những yếu tố của nhà nước kiến tạo phát triển, di sản của nền kinh tế kế hoạch và cơ chế kinh tế thị trường bao gồm dòng vốn quốc tế.

### Nhật Bản
Nhật Bản là trường hợp được nghiên cứu đầu tiên bởi Chalmers Johnson và là cơ sở chính cho sự hình thành ban đầu của khái niệm "Nhà nước kiến tạo phát triển". Johnson, mặc dù dùng thuật ngữ "Mô hình Nhật Bản", cũng đã cảnh báo về sự khái quát quá mức nếu chỉ dựa vào nghiên cứu Nhật Bản. Nói cách khác, việc gọi cách thức mà Chính phủ Nhật định hướng và dẫn dắt phát triển kinh tế là một "mô hình" cần phải được dùng một cách thận trọng vì tính khái quát lý thuyết còn rất thấp và do vậy tiếp tục nghiên cứu các trường hợp tương tự ở các nước NIC Đông Á cũng như tại chính nước Nhật. Các đặc điểm của mô hình Nhật Bản sau này cũng được đối chiếu và phân tích trong các trường hợp khác, đặc biệt là tại các nước NIC Đông Á.

### Đài Loan
Đài Loan là một nhà nước kiến tạo phát triển tư bản điển hình từ thập niên 1960 đến 1980. Sự độc đáo của quá trình công nghiệp hóa tại Đài Loan là các doanh nghiệp vừa và nhỏ là người đóng góp chủ yếu cho xuất khẩu nhờ những yếu tố của thị trường hơn là chính sách công nghiệp. Chính sách công nghiệp thành công nhờ chiến thuật của người lãnh đạo hơn là thể chế và là nguồn gốc của khả năng định hướng của nhà nước. Sự phát triển của Đài Loan là sự thành công công nghiệp lấy cảm hứng từ chính trị hơn là sự phát triển được nhà nước dẫn dắt. Đài Loan trở thành nhà nước kiến tạo phát triển trong thập niên 1970 do những tác động từ bên ngoài như chương trình hạt nhân của Trung Quốc và những hỗ trợ về khoa học - kỹ thuật của Mỹ. Những nỗ lực của các nhà kỹ trị Đài Loan và giới học thuật cũng như những nhà tư vấn trong việc thiết lập khung thể chế cho sự phối hợp giữa xã hội và công nghiệp đã tạo ra sự chuyển đổi chủ yếu của Đài Loan thành nhà nước kiến tạo phát triển. Những nhà hoạch định chính sách được giới lãnh đạo chính trị ủng hộ quan tâm đến việc tối đa hóa việc sử dụng những nguồn lực có hạn của Đài Loan cho sự phát triển công nghiệp.

### Thái Lan
Vào cuối những năm 1990, một nghiên cứu được thực hiện bằng cách phỏng vấn 24 người doanh nghiệp lớn ở Thái Lan được sở hữu bởi tập đoàn Nhật Bản và Hoa Kỳ. Họ cho rằng đa số các người lao động trong những tập đoàn này làm nhiều hơn trung bình ở Thái Lan, và lương tối thiểu là $4,40 vào thời điểm này. Từ phân tích của các nhà nghiên cứu từ 1.000 bản câu hỏi cho thấy người lao động có lương thu và lợi ích cao hơn trung bình so với công ty được sở hữu bởi người Thái. Họ tìm thấy điều kiện lao động trong tất cả 24 công ty điều không hợp tiêu chuẩn trong đó có Nike ở Đông Nam Á.
Một người trả lời cho sự không nhất quán tìm thấy giữa các công ty đa quốc gia ở Thái Lan và điều kiện lao động của Nike là các công ty như Walmart, The Gap, hoặc Nike đều thầu lại công việc tại các xưởng, nhà máy địa phương. Những hợp đồng này như vô hình, làm cho nó dễ dàng có thể hối lộ được quan chức địa phương để giữ lấy điều kiện lao động nghèo nàn. Khi mà các công ty đa quốc gia kinh doanh ở các quốc gia như Malaysia, Đài Loan, hoặc Thái Lan, tầm nhìn của họ là làm các công nhân có mức tiền lương cao hơn nhưng điều kiện lao động thì dưới mức tiêu chuẩn của quốc gia đó.
Thái Lan bị rơi vào cạm bẫy của mô hình Hoa Kỳ khi chính phủ có ít sự can thiệp trong chính sách kinh tế, trong khi Nhật Bản phải quản lý với bàn tay nặng hơn 100 năm. Một điểm mạnh của chính sách phát triển Thái Lan là công nghiệp hóa thay thế nhập khẩu. Từ đây, một chính phủ kiến tạo phải có quyền nói các công ty đa quốc gia rằng hàng hóa sẽ được nhập khẩu, nếu không làm thế cũng được, với thuế quan cao khoảng 80 tới 150 phần trăm để ngăn chặn những hàng hóa này cạnh tranh với những hàng hóa được làm ở những doanh nghiệp non ở các quốc gia còn nghèo. Chỉ những nhà nước kiến tạo mới có sức ảnh hưởng để thi hành một đạo luật như vậy trên những công ty đa quốc gia giàu (và chính phủ của họ), và chỉ những nhà nước kiến tạo mới có sức ảnh hưởng để tạo ra được một chính sách kháng lại yêu cầu của những người dân giàu của chính họ, những người dân giàu này thường sẽ chọn hàng nhập khẩu và mong muốn chúng ở giá rẻ hơn, mà không cần phải chờ đợi các doanh nghiệp non trẻ phải sản xuất sản phẩm phù hợp. Thái Lan bắt đầu đặt thuế quan 150 phần trăm của ô tô, nhưng tại cùng thời điểm nói với công ty ô tô nước ngoài rằng nếu họ đến Thái Lan để liên doanh với các công ty Thái để sản xuất xe hơi thì phải thuê công nhân Thái, trả thuế Thái, và giữ một phần lợi nhuận cho công ty Thái, những công ty đa quốc gia này sẽ được nhiều quyền lợi hơn từ chính phủ.
Thái Lan tiếp tục bảo vệ kinh tế của họ trong giai đoạn từ những năm 1980 đến 1990, mặc dù cơn lũ đầu tư đang được diễn ra. Công chức người Thái tạo ra những quy tắc như là   có những người công chức yêu cầu một lượng phần trăm lớn hàng hóa trong nước được sản xuất chế tạo bởi công ty nước ngoài ở Thái Lan và quy tắc 51 phần trăm. Trong quy tắc 51 phần trăm, tập đoàn đa quốc gia muốn hoạt động chiến dịch ở Thái Lan phải liên doanh với công ty Thái. Kết quả là công ty Thái với 51 phần trăm quản lý tốt hơn khi giữ công việc và lợi nhuận tại nước. Các quốc gia như là Thái Lan giữ được vốn đầu tư nước ngoài khỏi sự mất mát bởi vì chính phủ duy trì được vốn đầu tư công trình hạ tầng xã hội, cung cấp vận tải hàng hóa và lực lượng lao động tri thức, nâng cao năng suất lao động.

### Singapore
Singapore là một nhà nước tương đối trẻ và nó có được danh hiệu là nước phát triển. Mặc dù đất nước này ít tài nguyên và môi trường địa lý khắc nghiệt, nó đã tăng trưởng kinh tế như một chính phủ kiến tạo. Vào năm 1965, Singapore giành được độc lập thành công khỏi Liên bang Mã Lai, và sau đó thay đổi triết lý kinh tế Fordism trước đó thành nhà nước kiến tạo từ gần nửa thế kỷ trước (Kwon, 2005).
Đảng Hành động Nhân dân (PAP) cầm quyền và quản lý Singapore kể từ 1965, sự chuyển mình thay đổi sang nhà nước kiến tạo ở Singapore bởi vì tính chất độc đáo của xã hội, chính trị, địa lý, và điều kiện kinh tế. Lúc đầu, chiến thuật kinh tế của PAP là cung cấp lao động giá rẻ có kỷ luật và tình hình chính trị ổn định; Singapore có duy nhất một hội lao dộng được dẫn dắt trực tiếp bởi chính phủ PAP. Kết quả là, nhiều tập đoàn đa quốc gia (MNC) đầu tư vào Singapore và Singapore sớm trở thành công xưởng chế tạo đáng tin cậy (Sung, 2006).
Tuy nhiên, PAP sớm nhận ra rằng nếu Singapore tiếp tục công nghiệp hóa thì nó cần phải cải thiện giáo dục quốc gia. Vào năm 1960, giáo dục của Singapore được tách ra theo chủng tộc, ngôn ngữ và lối sống (Wilson, 1978). Vì vậy, một chuỗi các dự án giáo dục được đưa ra và thực hiện với hy vọng là giúp Singapore đạt được công nghiệp hóa. Ví dụ, vào năm 1970, trường đào tạo doanh nghiệp và hướng nghiệp (VITB) đã được xây dựng và đi vào hoạt động để cung cấp giáo dục về kỹ thuật cho người lao động đã bỏ học ở trường cấp hai. (Sung, 2006) Chương trình đào tạo nguồn nhân lực của Singapore có nhiều chức năng khác với những thành phố thuộc chủ nghĩa tự do mới; những chương trình này trùng với kỹ năng của người lao động đến thị trường. Kinh tế được quy hoạch bởi chính phủ; họ sắp xếp nhu cầu thị trường về nguồn lực lao động hiện có và cung cấp nhu yếu phẩm cho người lao động.
Chính phủ Singapore tìm ra được điểm yếu của đất nước và vị trí địa lý đặc biệt của nó. Bởi vì dân số của Singapore ít hơn nhiều quốc gia lân cận, vì vậy tình trạng sản xuất chế tạo sẽ được thay thế bởi các quốc gia châu Á khác như là Indonesia, Việt Nam, Trung Quốc... Cũng vì vậy, các quốc gia châu Á khác phải cung cấp giá tương đối rẻ và nguồn lao động nhiều hơn cũng như các sản phẩm tươi phải được khai khác. Vì vậy, Singapore bị lâm vào con đường nguy hiểm. Tuy nhiên, chính phủ Singapore đã thông qua một tầm nhìn đặc biệt hơn vể sự phân chia quốc tế về người lao động; Singapore đã tự đặt chính phủ là thành phố "địa cầu" của vùng Đông Nam Á. Dựa theo "thành phố địa cầu" của Saskia Sassen, chúng là những thành phố khi mà chúng sẽ tham gia vào mạng lưới toàn cầu hóa và chúng là kết quả của sự tích hợp giữa đô thị hóa và toàn cầu hóa (Hack, Margolin and Delaye, 2010).

### Hàn Quốc
Hàn Quốc đã đạt được tốc độ phát triển kinh tế nhanh kể từ khi kết thúc chiến tranh Triều Tiên (1950-1953). Giống như với những "người công nghiệp hóa chậm" (Amsden, 1989) như là Đài Loan, kinh tế Hàn Quốc được dẫn dắt bởi bộ máy quan liêu cầm quyền và điều tiết thị trường.
Chính phủ Hàn Quốc bổ sung nhiều phương sách kinh tế nhằm theo đuổi sự gia tăng xuất khẩu. Hàn Quốc vào những năm 1960 bị thiếu thụt vốn và cơ sở kỹ thuật, vì vậy chỉ có nhân công lương rẻ là điều mang tính cạnh tranh duy nhất ở Hàn Quốc. Vì vậy, Hàn Quốc lần đầu thâm nhập vào thị trường toàn cầu với nhân công giá rẻ trong lĩnh vực công nghiệp nhẹ như là công nghiệp tóc giả và vải bông vào những năm 50s-60s. Chính sách công nghiệp Hàn Quốc tiến tới công nghiệp nặng và hóa học vào những năm 70 và 80, đồng thời huy động nguồn tài chính nhà nước cho sự tăng mạnh của doanh nghiệp trong sản xuất thép và lĩnh vực đóng tàu. Nhà nước kiến tạo phát triển tại Đông Bắc Á tập trung vào việc tối đa hóa đầu tư và kiềm hãm tốc độ tăng trưởng tiêu dùng. Tỷ lệ đầu tư cao được duy trì thường xuyên là một phần của mô hình phát triển tại Hàn Quốc.
Trong những giai đoạn phát triển này, chính phủ chấp hành nhiều đơn giảm thiểu số lượng ngành công nghiệp. Cho vay dài hạn và tín dụng được ưa chuộng hơn ở thị trường toàn cầu, bằng cách này mà tăng mạnh xuất khẩu. Tỷ giá hối đoái thường được điều chỉnh để khuyến khích xuất khẩu hoặc nhập khẩu nguyên liệu tươi với giá rẻ. Bởi vì sự giảm xuống xuất khẩu và được điều chỉnh bởi chính phủ, tỉ giá ở doanh nghiệp Hàn Quốc chuyển hướng ra khỏi thị trường cân bằng. Sự can thiệp của nhà nước được gọi là "tính toán làm sai tỉ giá"(Amsden, 1989), có nghĩa là giá cả bị cố ý làm trệch hướng khỏi giá ‘đúng’, trong khi giá đúng ở thị trường cân bằng. Những nhóm doanh nghiệp lớn được chọn để hỗ trợ và đầu tư bởi chính phủ, theo cách đó mà thành lập mối quan hệ kinh tế và chính trị thân thiết. Một vài nhóm như vậy phát triển thành những phần lớn của tổng sản lượng quốc gia (GNP) và trở thành Chaebols.
Thu nhập bình quân đầu người tăng từ $876 vào năm 1950 đến $22,151 vào năm 2010. Sản xuất công nghiệp ở Hàn Quốc là 9% vào năm 1953 nhưng chạm 38% vào năm 2013. Hàn Quốc đầu tiên thực hiện mô hình công nghiệp hóa thay thế nhập khẩu (ISI) nhưng sau đó đổi thành mô hình chiến thuật tăng trưởng nhà nước kiến tạo. Hàn Quốc sau khi giành độc lập vào năm 1945 dẫn đến chấm dứt quan hệ kinh tế với Nhật Bản khi mà cả hai đều khó dựa vào nhau. Trong lúc chiến tranh Triều Tiên, đất nước bị tàn phá lẫn về thể chất và tinh thần. Sau chiến tranh Triều Tiên, Hàn Quốc tập trung vào xuất khẩu các sản phẩm quan trọng là cây trồng, khoáng sản trong khi nhập khẩu hàng hóa chế tạo từ Hoa Kỳ. Trong thời kỳ đầu của ISI, công nghiệp Hàn Quốc tương đối thành công và có một lượng người tiêu dùng nhỏ (Charles, 1975). Hàn Quốc cuối cùng tập trung vào khuynh hướng xuất khẩu qua sự can thiệp trực tiếp của chính phủ. Nhà nước Hàn Quốc có nhiều sự tự trị trong điều tiết kinh tế, nhà nước đã tạo ra nhiều điều kiện thuận lợi cho sự tăng trưởng kinh tế nhanh, ví dụ, nhà nước cung cấp khoản vay dài hạn cho doanh nghiệp với tính cạnh tranh cao trong thị trường thế giới, khi mà cuối cùng gia tăng lĩnh vực xuất khẩu (Chibber, 2014). Dưới sự lãnh đạo của Park Chung Hee, Bộ Quy Hoạch Kinh Tế (EPB) của Hàn Quốc được thành lập vào năm 1960 đã thống nhất sự chia cắt công nghiệp trước đây và tạo nên quyền tập trung của nhà nước.
Hàn Quốc được gọi là "Bốn con rồng nhỏ của châu Á" hoặc Bốn con hổ châu Á với sự tăng trưởng kinh tế dễ thấy (Ba nước khác là Đài Loan, Hồng Kông và Singapore). Thu nhập bình quân đầu người ở Hàn Quốc vào năm 1980 là $1,778.5, khi mà chỉ là một phần nhỏ của Nhật Bản ($9,307.8). Vào năm 2014, thu nhập bình quân đầu người ở Hàn Quốc là $25,977.0, cho thấy sự tăng trưởng mạnh trong suốt thập kỷ qua.

### Việt Nam
Tại Việt Nam, mô hình nhà nước kiến tạo phát triển đang được xem có thể là sự lựa chọn phù hợp cho Việt Nam. Tuy nhiên Việt Nam vẫn chưa có khái niệm rõ ràng về nhà nước kiến tạo. Việt Nam đang cố gắng làm sáng tỏ nội dung của mô hình này, tại sao các nước Đông Á lại công nghiệp hóa nhanh chóng bằng mô hình này để áp dụng vào Việt Nam. Có quan điểm cho rằng Việt Nam có văn hóa tương đồng với các nước Đông Á nên mô hình nhà nước kiến tạo phát triển phù hợp với Việt Nam. Nhà nước Việt Nam đã có những đổi mới bước đầu trong hoạt động của mình hướng theo mô hình nhà nước kiến tạo phát triển sau khi họ đã thất bại trong việc công nghiệp hóa đất nước bằng mô hình cũ trong đó khu vực kinh tế nhà nước đóng vai trò chủ đạo. Tuy nhiên nhà nước Việt Nam lại có vẻ đang thiếu dứt khoát trong việc lựa chọn mô hình nhà nước kiến tạo phát triển.

## Chính quyền địa phương
Trong khi nhà nước kiến tạo địa phương được cho là xuất hiện ở Đông Á, nhưng nó đã bị tranh cãi sau hơn 30 năm trải nghiệm tiêu cực với Đồng thuận Washington, một cấu trúc tương tự xảy ra ở Mỹ Latinh. Phương pháp mà "Mỹ Latinh" sử dụng rất khác, tuy nhiên, nó thường xảy ra ở mức độ thành phố hoặc đô thị, hơn là mức độ nhà nước và tạo ra một chấn động mạnh trong việc phát triển kinh tế. Thành phố tiên phong là Medellín, đã trải nghiệm "nhà nước phát triển kiến tạo địa phương" đã được ca ngợi bởi những nhà nghiên cứu tại Viện Phát triển Hải Ngoại. Ủy ban thành phố Medellin dùng quyền sở hữu vào nhà cung cấp năng lượng chính của thành phố là Empresas Publicas de Medellín (EPM) và rút khoảng 30% lợi nhuận của EPM vào việc phát triển thành phố. Số tiền phát triển thành phố đa số được dùng để phát triển cơ sở hạ tầng, như là metro thành phố, mạng lưới xe buýt và hệ thống cáp treo kết nối vùng lân cận nghèo nàn tới trung tâm thành phố. Tuy nhiên, thành phố cũng phát triển một chương trình phúc lợi xã hội là 'the Medellín Solidaria' cũng gần giống với Bolsa Familia của Brazil khi mà nó hỗ trợ gia đình nghèo. Thêm vào đó, thành phố cũng phát triển một chương trình là Cultura E trong việc thành lập mạng lưới bao gồm 14 trung tâm hỗ trợ quỹ danh nghiệp chung được biết đến là CEDEZO, Centros de Desarrollo Empresarial Zonal. CEDEZO được thành lập ở khu vực nghèo nhất của Medellin để hỗ trợ người nghèo trong việc phát triển kinh doanh bằng cách cung cấp dịch vụ hỗ trợ danh nhân miễn phí cũng như lời khuyên chuyên môn. Cũng như thế, một phần của Cultura E, có một bộ phận là Banco de las Opportunidades cung cấp nợ vi mô (tới $2.500 với lãi suất rẻ là 0.91% một tháng). Điều này giúp tạo ra nhiều cơ hội ngang nhau cho tất cả và vượt qua khó khăn để mở con đường tiến tới doanh nhân của những doanh nghiệp nghèo với ý tưởng tốt, nhưng thiếu vốn, kỹ năng và quan hệ. Điều này cũng giúp phát triển kinh tế địa phương với hình thức doanh nhân vi mô mới. Tuy nhiên, một vài ứng cử viên thị trưởng cho bầu cử tháng 10 năm 2011 đã tranh luận lãi suất của Banco de las Opportunidades là quá cao, kỳ hạn vay là quá ngắn và nó cần phải có giai đoạn chậm trễ. Họ sau đó đề nghị một doanh nghiệp nhỏ và vừa (SME) để bổ sung cho Banco de las Opportunidades.
Mô hình kinh tế nhà nước phát triển kiến tạo địa phương cũng gặp nhiều khó khăn. Mặc dù đã được khẳng định vào những năm 1980 bởi một số nước, như là Hernando de Soto (1989) cho rằng một hình thức doanh nghiệp vi mô sẽ dẫn đến sự tăng trưởng kinh tế, mặc dù điều này không xảy ra. Ví dụ, ở Medellín, nền kinh tế phi chính thức đã chứng kiến sự phát triển mạnh mẽ của doanh nghiệp vi mô, nhưng sự tác động đến tỷ lệ nghèo và phát triển đã được tối thiểu. Hầu hết những doanh nghiệp vi mô này đều không tiến hóa thành doanh nghiệp vừa và nhỏ, khi mà nhu cầu không tồn tại để thấp thụ gia tăng sản xuất. Nói một cách khác, một nhà làm kem thành công sản xuất 30 cây kem mỗi ngày tại nhà để bán và kiếm sống, nhưng để chuyển đổi thành doanh nghiệp, phải chịu một khoản chi phí cơ khí hóa nhằm sản xuất là 300, có thể là không đáng nếu không có nhu cầu cần nhiều cây kem như thế. Tỷ lệ thất bại là rất cao và khoản nợ phải gánh chịu ngày càng nhiều. Việc phát hiện doanh nghiệp vi mô nào là có tiềm năng rất là khó và chi phí hỗ trợ doanh nghiệp cũng như lời khuyên cho họ là rất cao. Có một khó khăn lớn trong việc xác định nhu cầu, đặc biệt ở mức độ thế giới và nhu cầu thường xuyên thay đổi. Khả năng giới hạn của ủy ban thành phố để thu thập đủ nguồn vốn để hỗ trợ doanh nghiệp và đầu tư là cả một vấn đề lớn.

## Nhận xét
Do những chứng cứ quan trọng của mô hình nhà nước kiến tạo phát triển, một vài cơ quan viện trợ quốc tế cũng đã công nhận thực tế này. Chương trình Phát triển Liên Hợp Quốc, là một ví dụ, xuất bản một báo cáo vào tháng 4 năm 2000 nói về sự quản trị tốt của những nước nghèo như là một chìa khóa dẫn đến sự phát triển kinh tế và vượt qua được sự tham nhũng của các nước đang phát triển. Bản báo cáo kết luận rằng "Nếu không có sự quản trị tốt, dựa dẫm vào con đường mòn mà phát triển kinh tế cùng những chiến thuật khác sẽ không thành công". Nhà nước chỉ có tác dụng kiến tạo phát triển khi nó có khả năng hoạch định chính sách tốt và khả năng thực thi chính sách có hiệu quả. Sự can thiệp của nhà nước vào nền kinh tế luôn đồng nghĩa với việc thị trường bị bóp méo. Sự can thiệp này có thể giúp cho nền kinh tế hoạt động tốt hơn nhưng cũng có thể khiến nền kinh tế trở nên phi hiệu quả do các nguồn lực được sử dụng thiếu hiệu quả hoặc do sự phân bố nguồn lực bất hợp lý. Việc nhà nước phân phối các nguồn lực cho khu vực tư nhân cũng có thể tạo ra chủ nghĩa tư bản thân hữu và nạn tham nhũng cũng như nhà nước có thể ban hành những chính sách đem lại lợi ích cho một nhóm nhỏ tư bản trong khi phần còn lại của xã hội phải gánh chịu chi phí khiến nhìn tổng thể thì chính sách phi hiệu quả.